# Massimo Broccoli
Massimo Broccoli (Argenta, 14 de noviembre de 1957) es un ex-piloto de motociclismo italiano, que compitió en el Campeonato del Mundo de Motociclismo desde 1982 hasta 1989.

## Biografía
Broccoli comienza brillando en el Mundial con una Yamaha de 250 en 1982, finalizando sexto en Italia, 5.º en San Marino y acaba la temporada en el 21.º lugar final. También hace una gran papel en el Campeonato Europeo en 250cc. Gana en Bélgica y termina séptimo en la clasificación general.
Su mejor temporada en el Mundial sería en 1984 cuando acabaría decimoséptimo en la clasificación general de 500cc. También destacable su última participación en el Europeo en 1988 acaba en el podio en la carrera de San Marino.
Broccoli finaliza su carrera en el Campeonato Mundial de Superbikes, donde compite regularmente en 1989 y realiza alguna aparición en 1991.

## Resultados en el Campeonato del Mundo
Sistema de puntuación desde 1969 hasta 1987:
| Posición | 1.º | 2.º | 3.º | 4.º | 5.º | 6.º | 7.º | 8.º | 9.º | 10.º |
| Puntos   | 15  | 12  | 10  | 8   | 6   | 5   | 4   | 3   | 2   | 1    |

Sistema de puntuación desde 1988 hasta 1991:
| Posición | 1.º | 2.º | 3.º | 4.º | 5.º | 6.º | 7.º | 8.º | 9.º | 10.º | 11.º | 12.º | 13.º | 14.º | 15.º |
| Puntos   | 20  | 17  | 15  | 13  | 11  | 10  | 9   | 8   | 7   | 6    | 5    | 4    | 3    | 2    | 1    |

### Carreras por año
(Clave) (negrita indica pole position) (cursiva indica vuelta rápida)

| Año  | Clase | Equipo  | Moto    | 1       | 2       | 3       | 4       | 5       | 6       | 7       | 8       | 9      | 10      | 11      | 12    | 13    | 14    | Pts. | Pos. |
| ---- | ----- | ------- | ------- | ------- | ------- | ------- | ------- | ------- | ------- | ------- | ------- | ------ | ------- | ------- | ----- | ----- | ----- | ---- | ---- |
| 1982 | 250cc | Yamaha  |         |         | FRA -   | ESP -   | NAT 6   | NED -   | BEL -   | YUG Ret | GBR -   | SWE -  | FIN -   | CZE Ret | SMR 5 | GER - |       | 11   | 21.º |
| 1983 | 250cc | Yamaha  | RSA 22  | FRA -   | NAT Ret | GER Ret | SPA -   | AUT -   | YUG DNQ | NED -   | BEL -   | GBR -  | SWE -   |         |       |       |       | 0    | -    |
| 1983 | 500cc | Suzuki  | RSA -   | FRA -   | NAT -   | GER -   | SPA -   | AUT -   | YUG -   | NED -   | BEL -   | GBR -  | SWE -   | SMR 15  |       |       |       | 0    | -    |
| 1984 | 500cc | Honda   | RSA 6   | NAT 10  | SPA Ret | AUT 16  | GER 12  | FRA 7   | YUG Ret | NED Ret | BEL Ret | GBR 25 | SWE DNQ | RSM 14  |       |       |       | 10   | 17.º |
| 1985 | 250cc | Aprilia | RSA -   | SPA -   | GER -   | NAT -   | AUT -   | YUG -   | NED -   | BEL -   | FRA -   | GBR -  | SWE -   | RSM 17  |       |       |       | 0    | -    |
| 1985 | 500cc | Suzuki  | RSA Ret | SPA Ret | GER -   | NAT Ret | AUT Ret | YUG 21  | NED -   | BEL -   | FRA -   | GBR -  | SWE -   | RSM -   |       |       |       | 0    | -    |
| 1987 | 500cc | Honda   | JPN -   | SPA -   | GER -   | NAT 15  | AUT -   | YUG 18  | NED -   | FRA -   | GBR -   | SWE -  | CZE 15  | RSM Ret | POR - | BRA - | ARG - | 0    | -    |
| 1988 | 500cc | Cagiva  | JPN -   | USA -   | ESP -   | EXP -   | NAT Ret | GER Ret | AUT 14  | NED DNQ | BEL -   | YUG -  | FRA -   | GBR -   | SWE - | CZE - | BRA - | 2    | 36.º |
| 1989 | 250cc | Aprilia | JPN -   | AUS -   | USA -   | SPA 11  | NAT Ret | GER -   | AUT -   | YUG 13  | NED -   | BEL -  | FRA -   | GBR -   | SWE - | CZE - | BRA - | 8    | 29.º |